# Anvil Empires
Anvil Empires — це масова багатокористувацька онлайн-гра (MMO), яку розробляє та видає канадська студія Siege Camp. Гравці об'єднуються в тисячні армії, будують поселення, ведуть війни та розвивають імперії у великому відкритому світі, що постійно змінюється.

## Ігровий процес
У Anvil Empires гравці беруть участь у масштабних кампаніях, які можуть тривати тижнями. Все розпочинається з того, що гравці будують свої села та кожний для себе будинок. Після чого, гравці організовуються в армії, беруть участь у масових ближніх боях та облогах, що підтримують до 1000 гравців одночасно. Битви виникають органічно в пісочниці відкритого світу, де гравці самі ініціюють конфлікти. Гравці можуть будувати поселення, які з часом перетворюються на великі міста.
Для підтримки воєнних зусиль необхідно займатися сільським господарством, полюванням, тваринництвом, ремеслом та торгівлею з іншими поселенцями та поселеннями. Економіка гри базується на взаємодії між гравцями, що стимулює кооперацію та стратегічне планування. Гравці повинні створювати табори постачання та логістичні лінії, щоб забезпечити свої армії їжею, зброєю та іншими ресурсами.

## Розробка
Розробка Anvil Empires розпочалася з тестування серверної технології R2 Engine, яка дозволила 1000 гравцям одночасно брати участь у битві. У 2020 році було випущено першу демо-версію, а в 2022 році розпочалося закрите тестування. У квітні 2023 року гра стала доступною для пре-альфа тестування через Steam. Гра перебуває на стадії пре-альфа тестування і наразі не має офіційної дати релізу.